# Lactarius fennoscandicus
Lactarius fennoscandicus é um fungo que pertence ao gênero de cogumelos Lactarius na ordem Russulales. Encontrado na Europa, foi primeiramente descrito cientificamente por Verbeken e Vesterh. em 1998.